# Peter Bauer (Manager)
Peter Bauer (* 22. Juni 1960 in München) ist deutscher Industriemanager und war von 2010 bis 2012 Vorstandsvorsitzender der Infineon Technologies AG.

## Leben
Ab 1981 studierte Bauer  Elektrotechnik an der Technischen Universität (TU) München. 1986 beendete er erfolgreich sein Studium als Dipl.-Ing.

### Beruflicher Werdegang
Gleich nach seinem Studium begann Bauer 1986 bei der Siemens AG zu arbeiten. Er nahm von Beginn an eine Stelle im Bereich Halbleiter an. Ab 1997 verantwortete er den weltweiten Vertrieb und das Application Engineering des Halbleiterbereichs und wurde 1998 zusätzlich zum Präsident und CEO von Siemens Microelectronics, Inc. berufen. Seit der Ausgliederung des Halbleiterbereichs aus der Siemens AG war Bauer ab 1999 Mitglied des Vorstandes der Infineon Technologies AG, zunächst verantwortlich für Marketing und Vertrieb weltweit, anschließend für den Geschäftsbereich Automobil-, Industrieelektronik und Multimarket (AIM) und die zentralen Vertriebsfunktionen. Ab 4. August 2010 war Bauer Vorsitzender des Vorstands der Infineon Technologies AG. Unter seiner Führung verkaufte Infineon die Handysparte an den US-Technologiekonzern Intel für 1,4 Milliarden Euro. Mit dem Verkauf der Sparte wollte Bauer vermeiden, dass Infineon im harten Konkurrenzkampf im Mobilfunkgeschäft ins Hintertreffen gerät. Weiters führte er das Unternehmen erstmals in die Gewinnzone.
Aus gesundheitlichen Gründen trat Bauer mit 1. Oktober 2012 von seinem Posten zurück, obwohl sein Vertrag noch bis 2016 gelaufen wäre. Reinhard Ploss übernahm Bauers Position als Vorstandsvorsitzender.
Von 2013 bis Mitte Dezember 2020 war er Vorsitzender des Aufsichtsrats der OSRAM Licht AG und der OSRAM GmbH.
Nun arbeitet er als Coach in der Nähe von Schloss Nymphenburg, wo er seine Praxis hat. Er coacht sowohl junge Teamleiter als auch Dax-Vorstände.

### Privates
Bauer ist verheiratet und hat zwei Kinder.
Er ist passionierter Bergsteiger, Skifahrer, Schwimmer und Motorradfahrer. Er leidet an Osteoporose, einer Knochenschwundkrankheit.
In seiner Freizeit spielt er gerne an seinem Jazzpiano.

## Auszeichnungen und Ehrungen
2016 erhielt er den German Leadership Award.

## Lexikoneintrag
- Peter Bauer im Munzinger-Archiv (Artikelanfang frei abrufbar)